# Terrefondrée
Terrefondrée település Franciaországban, Côte-d’Or megyében. Lakosainak száma 65 fő (2022. január 1.). Terrefondrée Recey-sur-Ource, Bure-les-Templiers, Montmoyen és Saint-Broing-les-Moines községekkel határos.

## Népesség
A település népessége az elmúlt években az alábbi módon változott:
| Lakosok száma | 112  | 78   | 65   | 59   | 66   | 63   | 62   | 60   | 62   | 65   |
|               | 1968 | 1982 | 1990 | 2006 | 2013 | 2015 | 2017 | 2019 | 2020 | 2022 |